# Freeden (Berg)

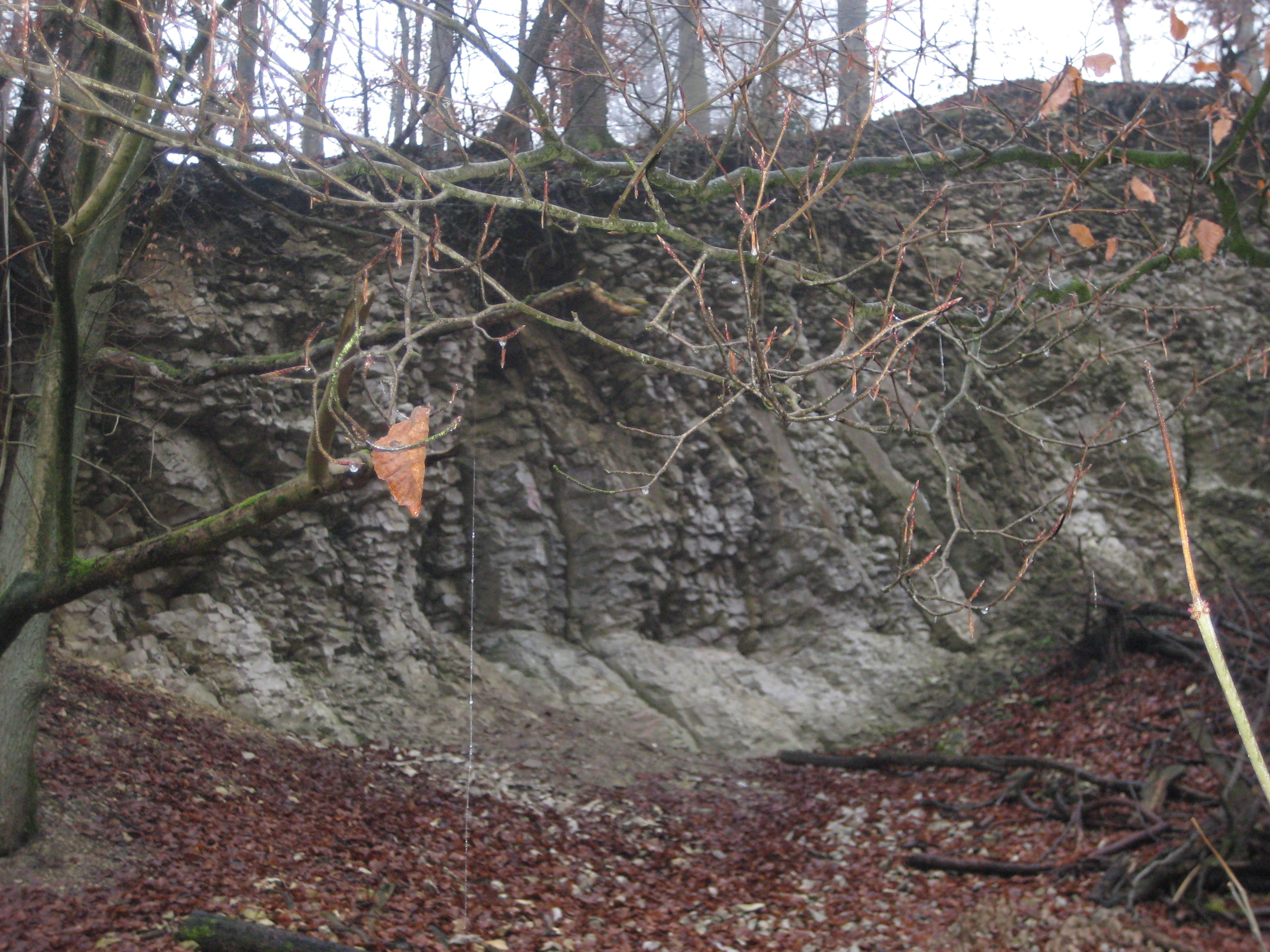
Ehemaliger Kalksteinbruch am Kleinen Freeden mit fast senkrecht stehenden Kalkschichten

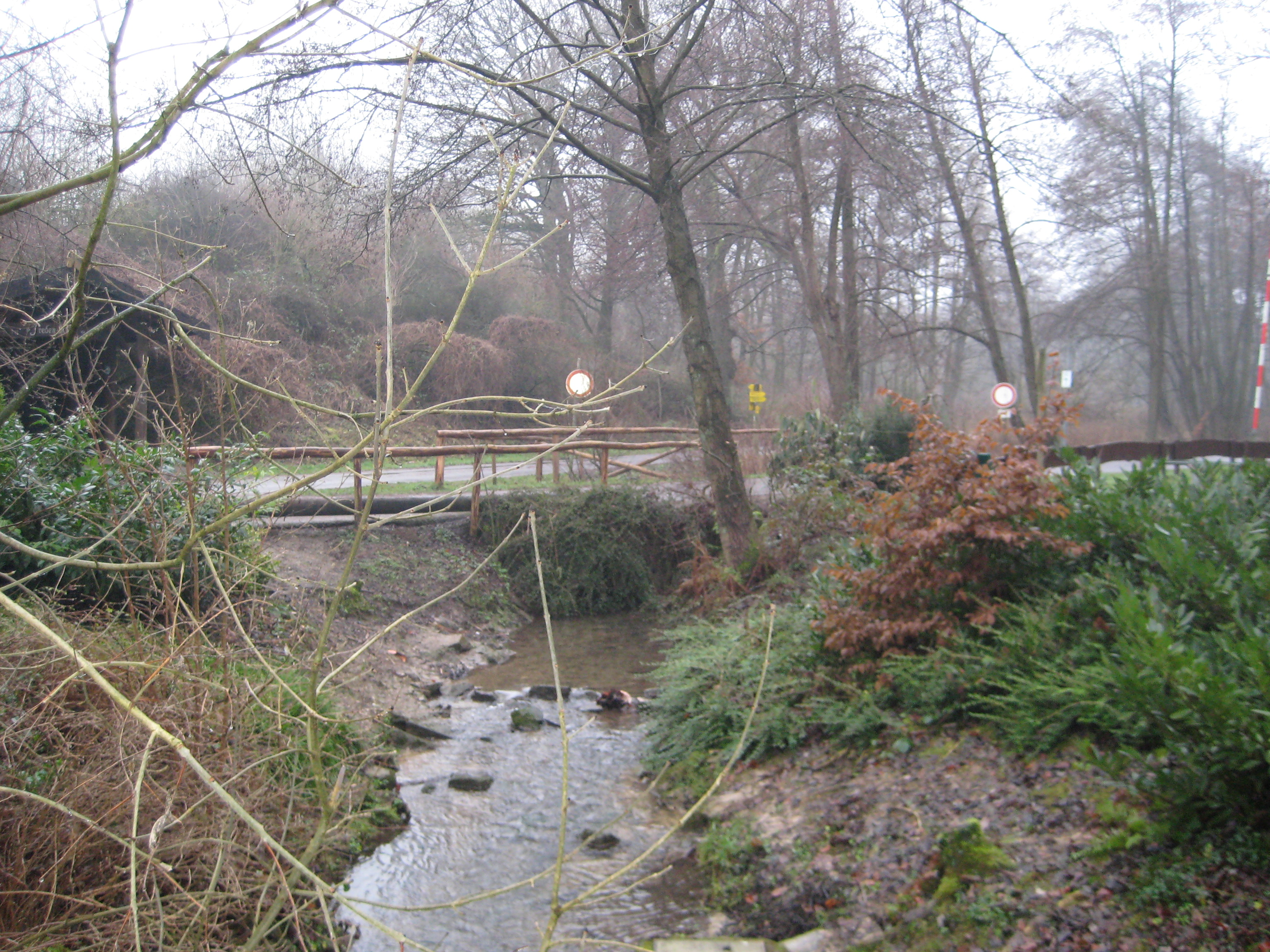
Freedenbach am Fuß des Kleinen Freedens

Der Freeden (auch: Freden) ist ein vornehmlich mit Buchen bestandener Berg im Gebiet der Stadt Bad Iburg in Niedersachsen. Er besteht aus dem 269 Meter hohen Großen Freeden und dem Kleinen Freeden (200 Meter). Er ist Teil des Teutoburger Walds. 
Von herausragender Bedeutung ist der Berg wegen der Massenblüte des Hohlen Lerchensporns im Frühjahr. Wenn der Freeden blüht, ist er Ende März und Anfang April Anziehungspunkt von Naturliebhabern und Touristen. 

## Naturschutzgebiet
224 Hektar des Freedens sind seit 2002 Naturschutzgebiet und nach der Fauna-Flora-Habitat-Richtlinie der Europäischen Union als Teil des Gebiets Teutoburger Wald, Kleiner Berg als Schutzgebiet Natura 2000 ausgewiesen. Er ist Teil des Europäischen Naturerbes. Sieben der 224 Hektar befinden sich in Privatbesitz; der Großteil gehört dem Land Niedersachsen.

## Namensherkunft
Der Name des Bergs wird auf das niederdeutsche Verb freden (einfrieden) zurückgeführt. In Iburg wird der Berg als Freden bezeichnet. Die Karte der Gaußschen Landesaufnahme im Königreich Hannover von 1847 bezeichnete den Berg ebenfalls als Freden. Die Schreibweise Freeden wurde in Hilter benutzt; sie setzte sich in offiziellen Karten des 20. und 21. Jahrhunderts und in der Literatur durch.

## Geologie
Der Freeden entstand aus einem urzeitlichen Meer, dessen Grund aus Kalkschichten durch tektonische Kräfte nahezu gefaltet und senkrecht gestellt wurden. Zu erkennen ist dieses bis heute an einem ehemaligen Kalksteinbruch am Kleinen Freeden. Die Schichten aus Cenoman-Pläner und Turon-Kalkstein haben eine geringmächtige Lössschicht, die bis zur Kuppe weiter abnimmt.

## Geschichte
Der Teutoburger Wald war um 2200 v. Chr. mit Linden und Eichen bewachsen, Buchen kamen vereinzelt vor. Brandrodung im Gebiet des heutigen Bad Iburger Stadtteils Ostenfelde durch frühzeitliche Besiedlung könnte sich auf den Freeden ausgewirkt haben. 
Die Mönche des von Bischof Benno II. von Osnabrück gegründeten Benediktinerklosters Iburg schlugen Holz aus dem Freeden zur Malzbereitung. Im Mittelalter wurden die Wälder des Freedens als gemeine Hude intensiv genutzt. Im 18. Jahrhundert wurden die Baumbestände alle 30 bis 40 Jahre geschlagen. Das Holz wurde für Wohnbauten verwandt, außerdem zur Herstellung von Holzkohle, wovon Meilerplatten zeugten. Eine Karte von 1805 von LeCoq wies Flächen von lediglich Gehölz und Gebüsch auf. Eine Karte des damaligen Fleckens Iburg von 1897 verzeichnet den Freeden als dem Königlichen Forst Palsterkamp zugehörig. Er hatte die Rechtsnachfolge der Fürstbischöfe von Osnabrück angetreten. Trotz dieses Besitznachweises wurde der Freeden von der Sentruper Seite bis etwa 1825 als Waldweide genutzt; die Bevölkerung holte sich bis ins frühe 20. Jahrhundert Einstreu aus dem Berg. Dennoch wurde der Freeden nicht völlig entwaldet. Teilbereiche weisen einen durchgehenden Waldbestand von mehr als 200 Jahren auf. Im November 1940 wurden Buchenbestände durch einen schweren Sturm zerstört. In den Steinbrüchen des Freedens wurden im Zweiten Weltkrieg von 1942 bis 1945 Kriegsgefangene zum Abbau des Kalksteins eingesetzt. Nach dem Ende des Zweiten Weltkriegs litt der Waldbestand durch Holzschlag durch die britische Besatzung; daneben wurde er durch Not der Bevölkerung an Brennholz dezimiert. Verwaltet wurde der Freeden-Teil, der dem Land Niedersachsen gehört, bis 2004 vom Forstamt Palsterkamp; seit 2005 ist das Niedersächsische Forstamt Ankum zuständig. 1972 wurden 40 Hektar der Waldfläche im Besitz des Landes Niedersachsen aus der forstlichen Bewirtschaftung herausgenommen. Seit den frühen 1970er Jahren quert eine Erdgasleitung den Freeden; seither bildet sie eine Schneise durch den Wald. Für die Trasse der Pipeline waren erhebliche Erdarbeiten nötig, um den Freedenbach zu unterqueren. Oberförster Fritz Haase nutzte diese Erdarbeiten, um den Freedenbach stauen und einen Teich anlegen zu lassen, der für den Notfall ein Reservoir an Löschwasser bietet. Der Teich wurde nach ihm Haase-See benannt. Am Haase-See befindet sich eine Schutzhütte für Wanderer.

## Flora

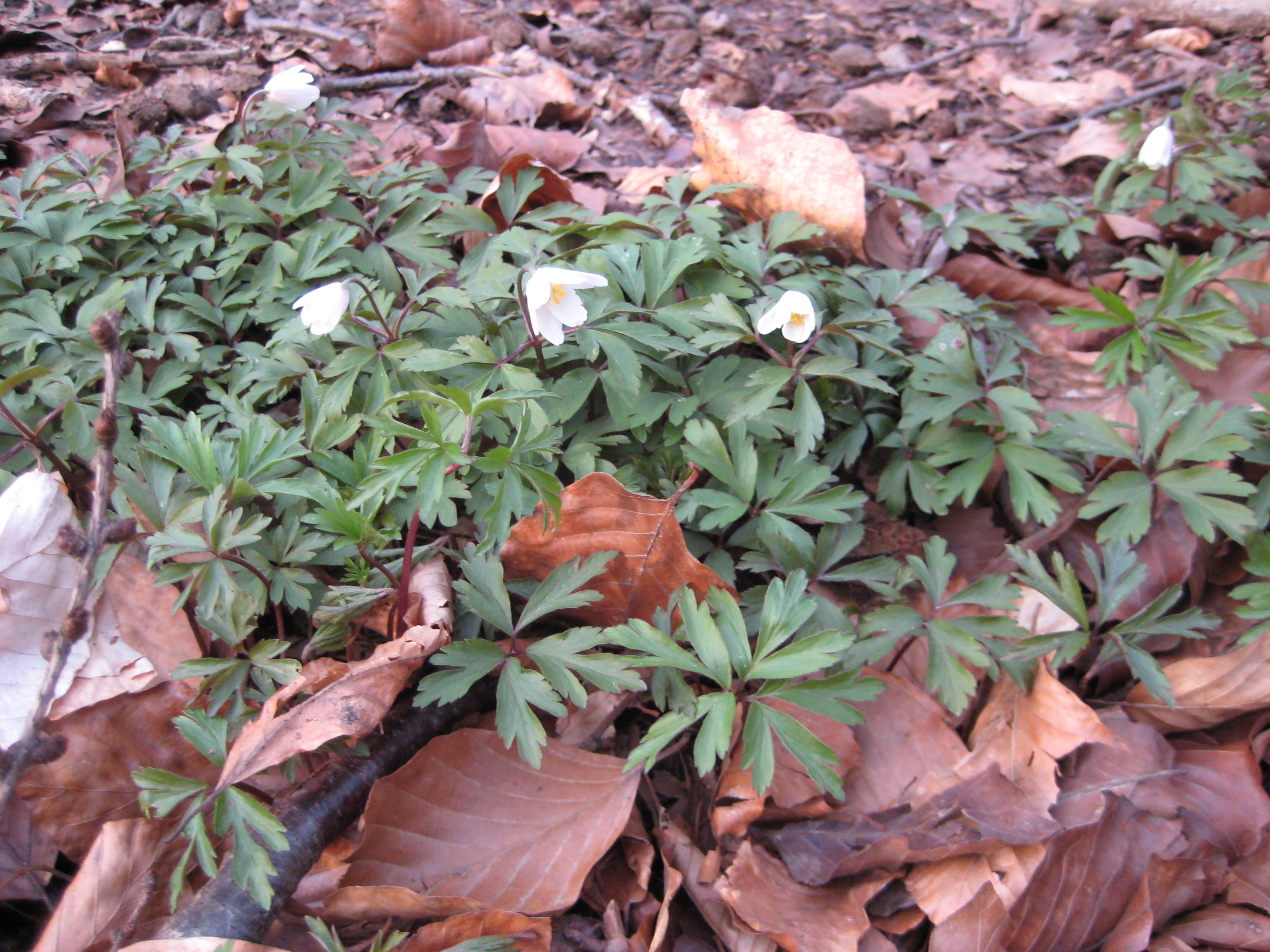
Buschwindröschen am Kleinen Freeden im frühen März

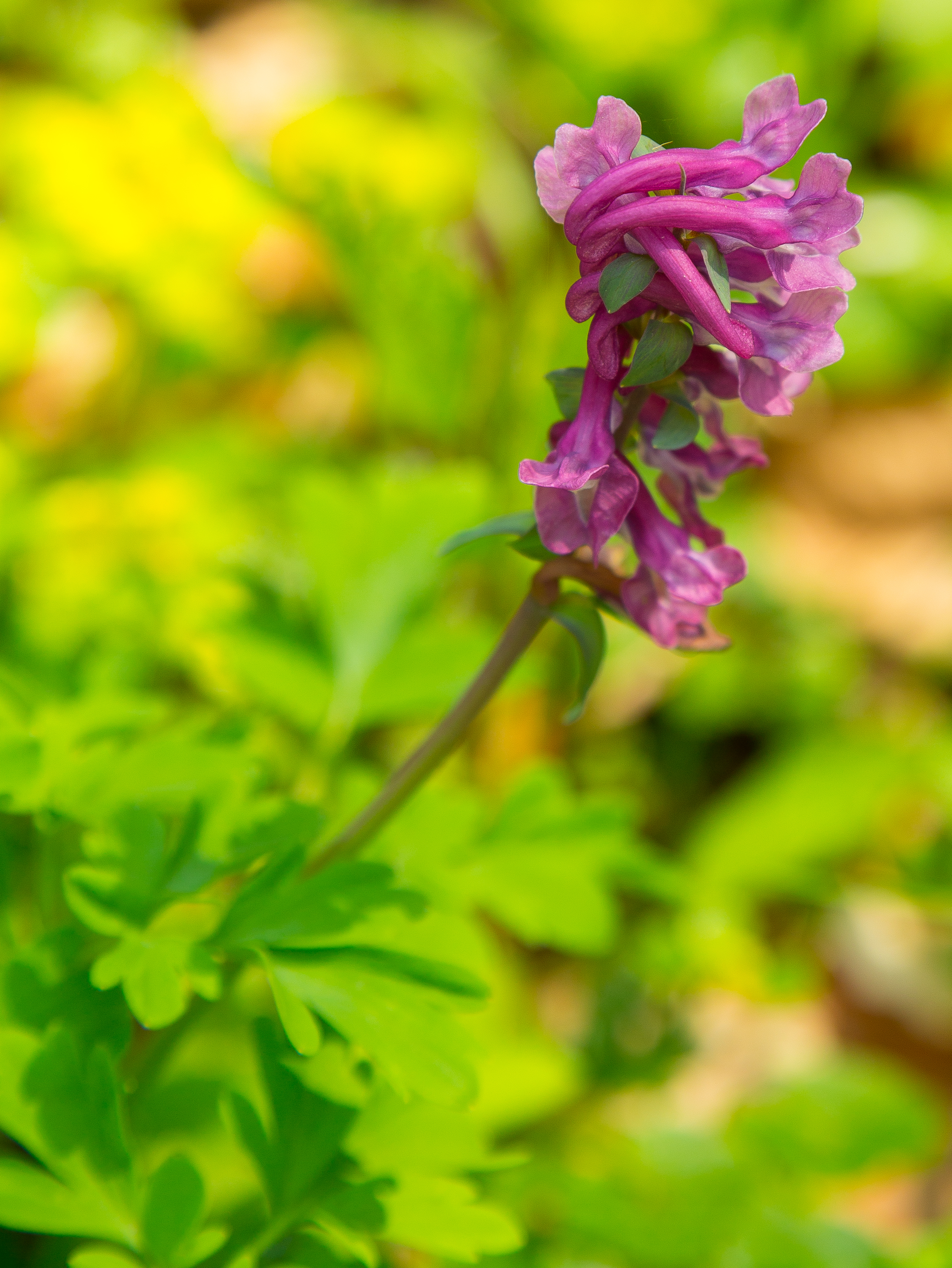
Hohler Lerchensporn

Auf der Nordseite des Freedens findet sich krautreicher Kalkbuchenwald; auf der Südseite grasreicher Buchenwald. Eine Besonderheit des Freedens ist das hohe Vorkommen an Frühblühern. Zu ihnen gehören neben dem Hohlen Lerchensporn, der in der Region als Freedenblume bezeichnet wird, das Wald-Bingelkraut, das Buschwindröschen, der Bärlauch, der Gefleckte Aronstab, der Waldmeister und das Waldveilchen. Sie zeigen sich im Frühjahr, wenn die Buchen noch nicht belaubt sind. Orchideen wie das Weiße Waldvöglein, die Vogel-Nestwurz, Knabenkräuter, die Sumpf-Stendelwurz fanden sich früher am Freeden. Der Freeden weist eine Reihe von Pflanzenvorkommen auf, die in der Roten Liste aufgeführt werden. Dazu gehören die Akelei, der Rippenfarn, die Sumpfdotterblume, das Wechselblättrige Milzkraut, neben dem Hohlen Lerchensporn der Mittlere Lerchensporn, das Gefleckte Knabenkraut, der Wald-Gelbstern, die Bach-Nelkenwurz, das Niederliegende Johanniskraut, die Einbeere, die Primeln, das Lungenkraut, der Wasserhahnenfuß, das Echte Salomonssiegel und das Kleine Helmkraut.

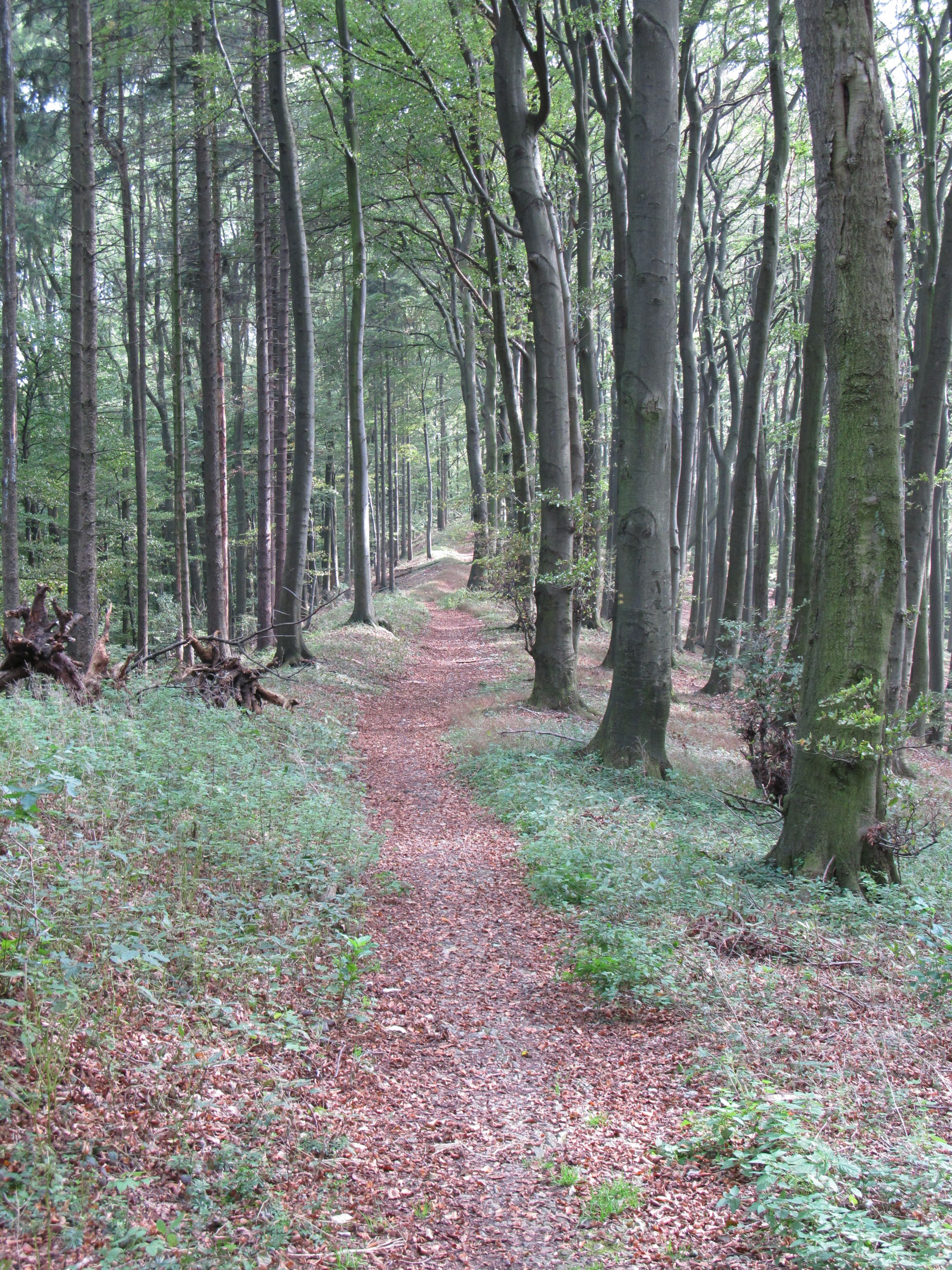
Hermannsweg am Großen Freeden
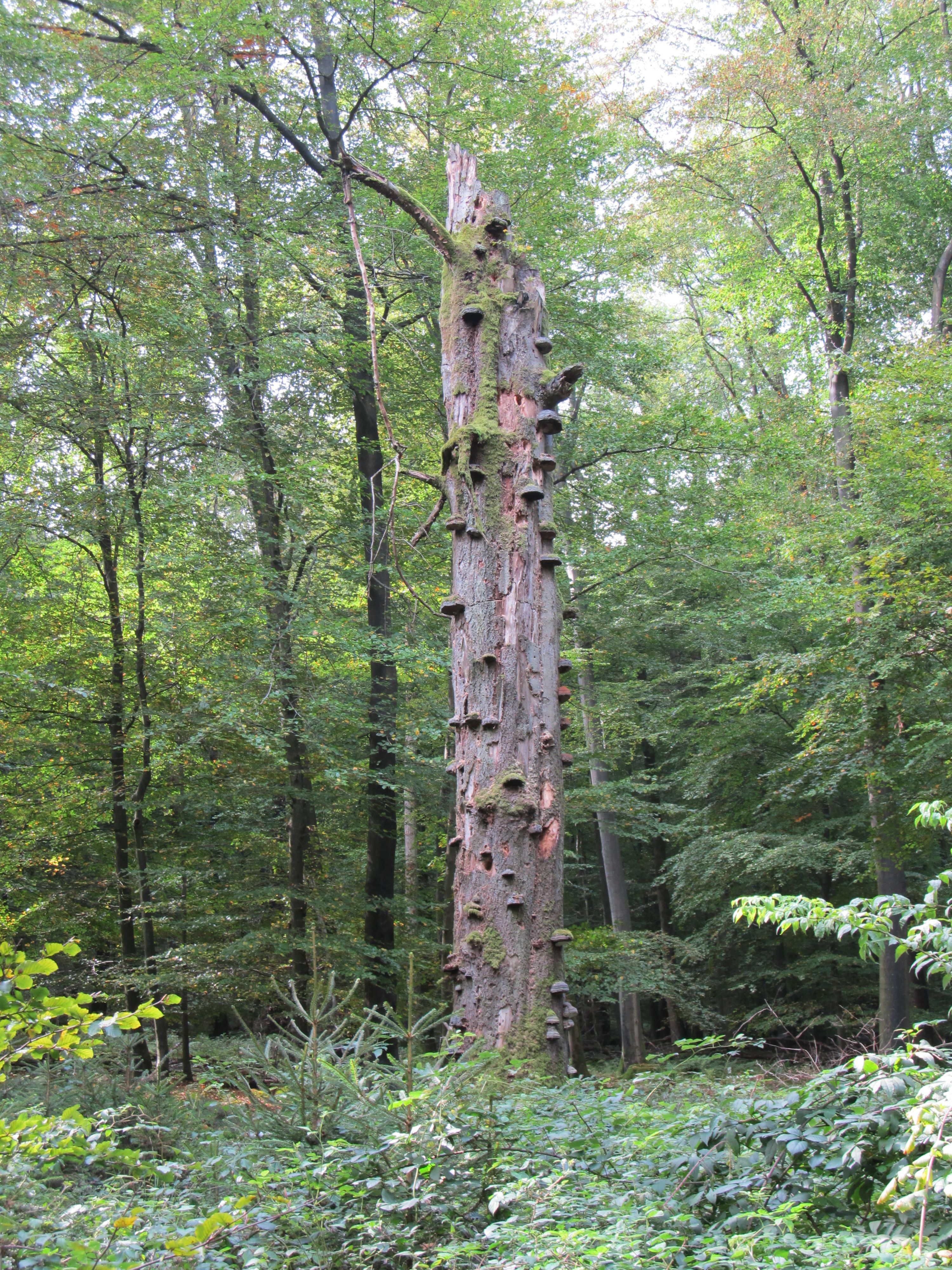
Totholz
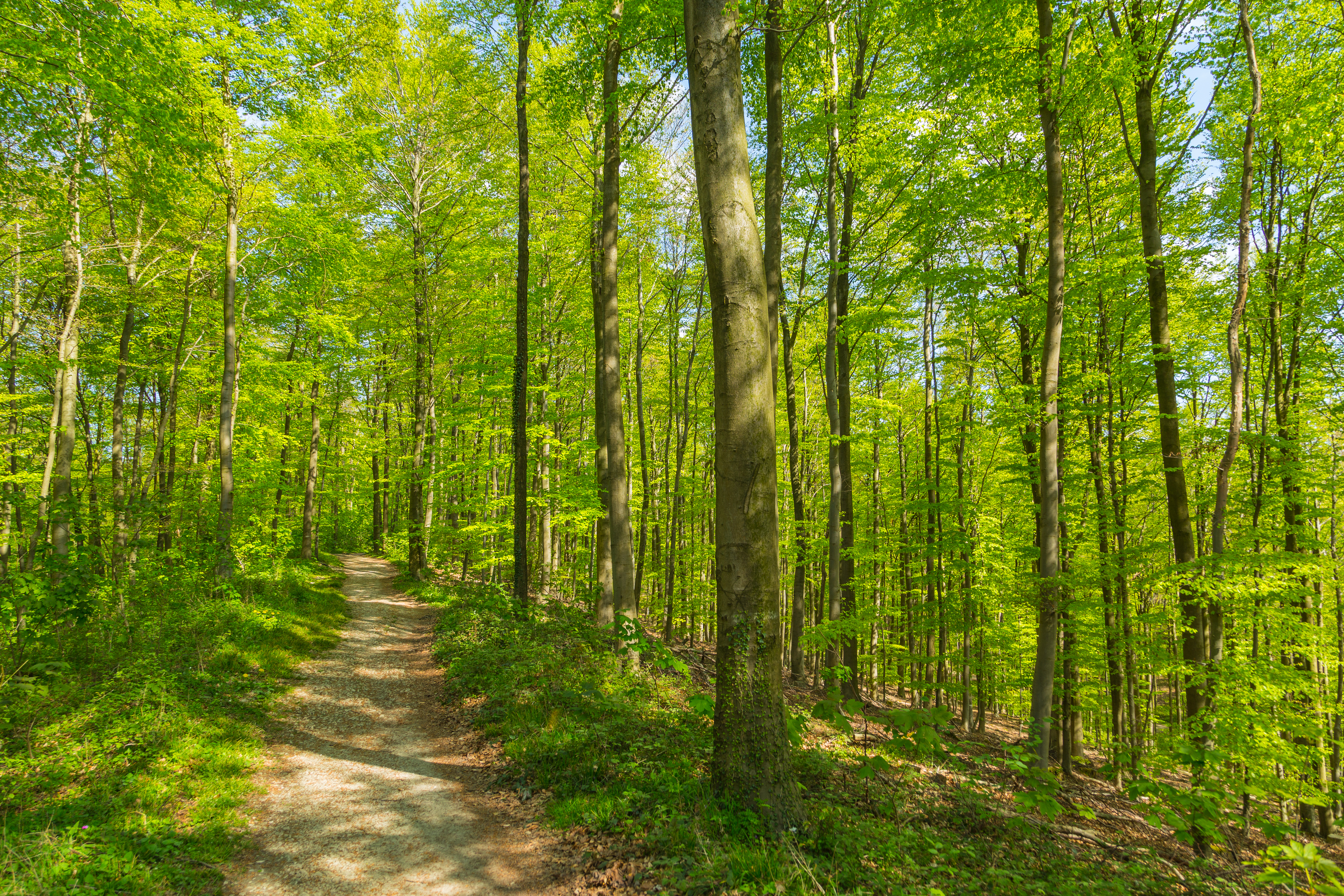
Kammweg im Kleinen Freeden

## Fauna

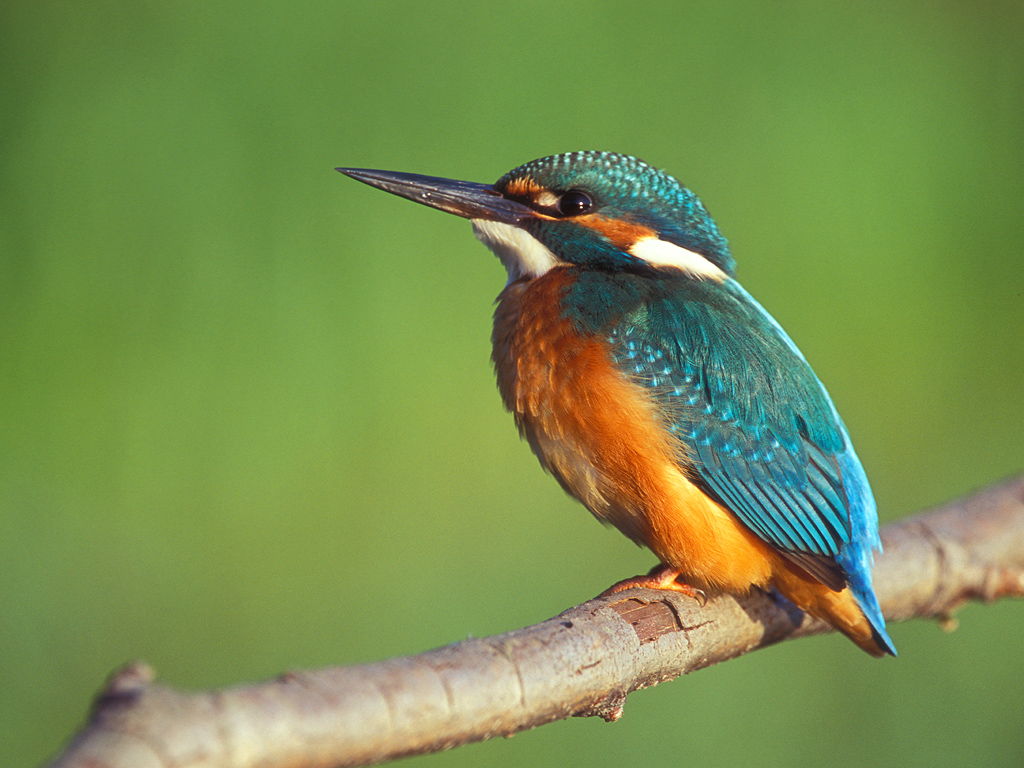
Eisvogel

Neben Hasen, Rehwild, Wildschweinen und Damhirschen leben am Freeden schützenswerte Tierarten wie die Teichfledermaus, die Wasserfledermaus, die Breitflügelfledermaus, der Abendsegler, der Baummarder und der Dachs. An Vögeln sind der Habicht, der Mäusebussard, der Wespenbussard, die Hohltaube, der Grünspecht, der Steinkauz, der Eisvogel und die Waldschnepfe vertreten. Am Freeden leben Amphibien wie der Grasfrosch, die Erdkröte, der Feuersalamander und der Fadenmolch. In seinen Gewässern findet sich die Bachforelle. Der Kolkrabe wurde im Jahr 2004 gehört; auch der Schwarzstorch wurde beobachtet. 
Unter den Insekten sind der Große Schillerfalter, der Frühlingsperlmutterfalter und die Gestreifte Quelljungfer zu erwähnen. 29 Schneckenarten wurden am Freeden nachgewiesen.

## Wanderwege

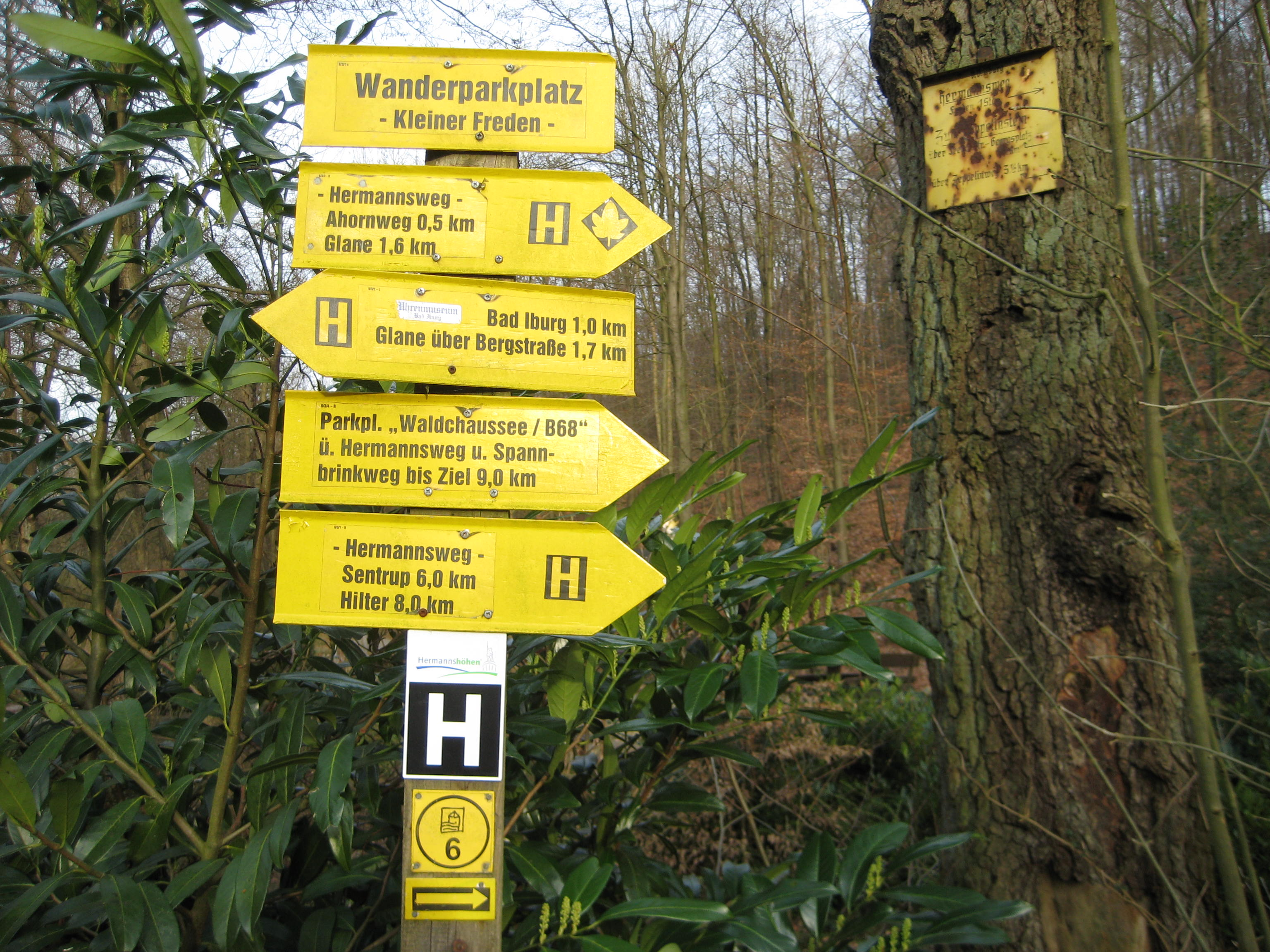
Wegbeschilderung Wanderparkplatz am Fuß des Kleinen Freedens

Der Freeden ist durch eine Reihe von Wanderwegen unterschiedlicher Schwierigkeitsgrade erschlossen, die angegeben sind. Die Wege sind ausgeschildert und vom Parkplatz am Ausläufer des Kleinen Freedens erschlossen. Dort befindet sich eine Kneippsche Wassertretstelle, eine Wetterschutzhütte und eine überdachte Wasserstelle. In unmittelbarer Nähe, am Hohnsberg, liegt ein früherer Steinbruch. 
Ausgeschildert ist auch der Weg zum nördlich gelegenen Limberg mit der Absturzstelle des Luftschiffs LZ 7 Deutschland. In direkter Nähe in Richtung Glane befinden sich kommerziell bewirtschaftete Forellenteiche mit Räucherei und Fischverkauf. 
Die Wanderwege im Freeden sind ohne besondere Gefahr zugänglich. Am Zugang zum Großen Freeden weisen rote Schilder darauf hin, dass der Naturwald von 40 Hektar Fläche ein nicht bewirtschafteter Urwald ist. Bei Sturm, gefrierendem Regen oder anderen Widrigkeiten wird keine Verkehrssicherheit gewährleistet. Auch vor der Gefahr umstürzender Bäume wird hier nicht gesondert gewarnt. Der mit der Markierung H gekennzeichnete Hermannsweg des Teutoburger Walds schwenkt deswegen am Großen Freeden vom Kammweg ab. Seit 2017 ist der Kammweg über den Großen Freeden, der durch den größten Bestand des Hohlen Lerchensporns führt, wegen akuter Baumbruchgefahr aufgrund des Eschensterbens gesperrt.